# Laephotis botswanae
Laephotis botswanae — вид ссавців родини лиликових. Валідність виду скасовано; таксон приєднано до Laephotis angolensis

## Проживання, поведінка
Країна поширення: Ангола, Ботсвана, Демократична Республіка Конго, Малаві, Намібія, ПАР, Танзанія, Замбія, Зімбабве. Населяє вологі та сухі савани і пустища. Цей вид воліє місця проживання на великих висотах. Спочиває під корою дерев, як правило, парами.

## Загрози та охорона
Здається, немає серйозних загроз для даного виду. Присутній у деяких охоронних територіях.